# Economia di Taranto
L'Economia di Taranto si basa su attività connesse alla posizione strategica della città stessa nel Golfo di Taranto.

## Lo sviluppo
(Archita da Taranto (428 a. C. - 327 a.C.) - Ai tarantini, citato in La Voce del Popolo, n. 11, giugno 2006)
Taranto deve da sempre ai suoi mari la sua stessa esistenza.
L'acqua dolce e pura delle sorgenti, il clima temperato, le coste verdeggianti e la pescosità varia ed abbondante, fecero della città un luogo generoso e prospero per i residenti, nonché un porto ricco e sicuro per i naviganti del Mar Mediterraneo.
Per questi motivi, la Taranto magno-greca fu un importante centro di scambi commerciali soprattutto con la Grecia e l'Asia Minore. Nel Mar Piccolo in particolare, era fiorente l'industria per la lavorazione del bisso e per la produzione della porpora.
Nonostante il successivo sviluppo del porto concorrenziale di Brindisi per volontà dei conquistatori romani, Taranto continuò a mantenere una notevole importanza, trasformandosi in un luogo di villeggiatura. 
Il successivo avvicendamento dei Bizantini, dei Goti e dei Longobardi, ne sancì il lungo ed inesorabile decadimento, la cui drammaticità fu raggiunta con la distruzione totale della città ad opera dei Saraceni nel 927.
Nel 967, l'Imperatore bizantino Niceforo II Foca decise di ricostruire la città, ampliando la superficie dell'Isola e facendo così nascere l'odierno Borgo Antico. Anche il porto fu spostato dal Mar Piccolo al Mar Grande, dove è situato l'odierno porto commerciale, estendendo il regime di proprietà al mare con concessioni ai privati e agli organi religiosi. 
La lottizzazione del mare attraverso rogiti notarili, proseguì anche con i Normanni, gli Svevi e gli Angioini. Questi ultimi, istituirono in Piazza Fontana l'ufficio della dogana, trasformando la Porta Napoli nell'entrata più importante del Principato di Taranto. Fu istituito anche il Libro Rosso dei Principi di Taranto, contenente i diritti della Regia Dogana e tutti i regolamenti della pesca: era prevista una gabella per ogni specie di pesce pescato o venduto nei luoghi prescritti, e venivano stabilite rigorosamente le date consentite per la pesca di ogni specie di pesce e mitilo, nonché le proibizioni della pesca in determinati luoghi o periodi dell'anno. I pali infissi sul fondo del Mar Piccolo, contrassegnavano i limiti di proprietà delle peschiere, limiti rigorosamente controllati dai guardiani del mare, che punivano le infrazioni con multe severe e talvolta con l'arresto.
Con l'incorporazione di Taranto nel Regno di Vittorio Emanuele II di Savoia, venne abolito il divieto di edificare al di fuori delle mura del Borgo Antico. La maggioranza della popolazione era costituita da pescatori, non motivata ad intraprendere altre attività imprenditoriali, ed il Mar Piccolo era rimasto l'unico testimone del glorioso passato della città, con i suoi allevamenti di pesce e di molluschi di proprietà di 56 ricche famiglie tarantine. Al di fuori di questi spazi, la pesca è libera solo dietro pagamento di un dazio.
Si cominciò pertanto a sentire la necessità di una nuova regolamentazione delle attività marinare, che scaturì nell'istituzione di una "Azienda Municipale" e nella conseguente abolizione del sistema delle peschiere e dei dazi. 
Dopo il 1860, cominciarono a scomparire le piccole industrie del bisso, della felpa e delle cotonate, mentre si svilupparono le attività connesse al porto, come quelle di trasformazione dei prodotti ittici e di commercializzazione degli olii, dei vini e delle ostriche, ma è nella seconda metà del XX secolo, che la città si consolida definitivamente come importante centro industriale e commerciale.

## La pesca e la mitilicoltura
Il porto di Taranto ospita numerose imbarcazioni per la pesca. La flotta è costituita principalmente da circa 80 pescherecci, che non superano le 10 tonnellate di stazza lorda e che praticano la pesca a strascico, mentre le rimanenti imbarcazioni della piccola pesca operano con reti da posta.
Il mare, ricco e generoso, è popolato da dentici e orate, cernie, triglie e alici, gamberi e calamari.
Taranto inoltre rappresenta oggi la maggiore area di produzione al mondo di mitili allevati, con uno stima prossima alle 30.000 tonnellate/anno e i suoi 1.300 addetti.
La mitilicoltura caratterizza da secoli l'economia della città, tanto che la cozza rappresenta il simbolo gastronomico per eccellenza di Taranto.
Si racconta che i primi vivai della Spezia, Pola, Olbia e persino di Chioggia siano stati impiantati da mitilicoltori emigrati da questa città. 
La barca dei mitilicoltori tarantini rappresenta il vero ambiente di lavoro per gli addetti del settore. Ogni dettaglio costruttivo è stato studiato ed affinato nel corso del tempo, per permettere la massima razionalizzazione dell'attività colturale.
La pratica della mitilicoltura è basata sull'uso di particolari strutture portanti in legno o metallo, lunghe una decina di metri e chiamate comunemente "pali", che vengono infissi nel fondo per sostenere le corde e le reti utilizzate.
I mitili ivi coltivati sono particolarmente gustosi ed apprezzati, in quanto crescono in un particolare ambiente marino frutto della commistione di acqua salata e acqua dolce di provenienza carsica.
Queste particolari condizioni ambientali dei mari di Taranto, grazie al contributo di numerose sorgenti sottomarine chiamate citri, risultano ideali non solo per i mitili, ma anche per i pesci ed i crostacei che tra i pali trovano cibo e rifugio. Nel Mar Piccolo si contano 34 citri, mentre nel Mar Grande ce n'è uno molto grande, chiamato "Anello di San Cataldo" in onore del Santo Patrono.
L'allevamento delle cozze a Taranto è da far risalire ad epoca molto remota: si ritiene infatti che sia risorta grazie a Niceforo II Foca, dopo le devastazioni operate dai Saraceni nel 927. Nei secoli successivi, la città riuscì ad avere una sorta di monopolio sulla produzione. Kolbert, in un reportage sulla città risalente alla seconda metà dell'Ottocento, scrive che dei circa 30.000 abitanti di Taranto, almeno i due terzi traggono sostentamento dal mare e dai suoi prodotti.

## L'arsenale militare e la stazione navale
L'Arsenale Militare Marittimo di Taranto, situato sul Mar Piccolo e inaugurato il 21 agosto 1889 alla presenza del Re Umberto I, ha da sempre avuto sulla città un notevole impatto, sia da un punto di vista economico e imprenditoriale, che sociale e urbanistico.
Progettato anche per la costruzione di navi da guerra, diede durante e dopo i due conflitti mondiali, un contributo determinante alla riparazione e ricostruzione di unità militari e civili, sia nazionali che alleate. Attualmente la Marina Militare Italiana lo utilizza per i soli compiti di supporto e mantenimento in efficienza della flotta.
Il personale dell'arsenale, è costituito da circa 200 militari e 2.300 civili, impiegati nei numerosi reparti specializzati per le lavorazioni di bordo: da quelle tradizionali, quali costruzioni in ferro, congegnatoria, stampaggio bandiere, a quelle ad elevato contenuto tecnologico, quali revisione e riparazione di impianti missilistici, Tlc, radar, riparazione moduli e schede elettroniche.
Già nel dopoguerra tuttavia, si avvertì l'esigenza di trasferire in Mar Grande la Stazione Navale, sia per assicurare una maggiore mobilità alla flotta, sia per ridurre l'impatto che l'apertura del Ponte Girevole aveva sulla città.
Così, con la realizzazione della nuova Stazione Navale inaugurata il 25 giugno 2004, alle banchine del vecchio arsenale rimangono attraccate le navi in disarmo, i sommergibili e le unità necessitanti di lavori.
La stazione si affaccia direttamente sul Mar Grande in località "Chiapparo", e costituisce la realizzazione più grandiosa per le Forze Armate nel periodo post bellico. L'infrastruttura sorge su un'area demaniale di circa 60 ettari, ed è stata realizzata secondo due blocchi differenti:
- L'esecuzione delle opere a mare, iniziate nel 1989 e completate nel 1995, ha previsto lo scavo di due milioni di metri cubi di terreno, per fare posto ad un'ampia darsena e consentire la costruzione di nuovi moli per l'ormeggio di circa 20 unità navali, nonché due gallerie che contengono le reti di alimentazione elettrica ed idrica, di trasmissione dati, di imbarco combustibili e di raccolta degli scarichi di bordo;
- L'esecuzione delle opere a terra, iniziate nel 1997 e completate nel 2003, oltre a fornire il supporto logistico continuativo alle unità navali ed al personale, ha previsto la costruzione di officine per la manutenzione delle navi, di magazzini per la conservazione dei materiali, di una torre di controllo per regolare il traffico in ingresso ed in uscita dalla rada, di un eliporto e di una rete viaria interna di 4.750 metri.

Nella nuova Stazione Navale possono essere impiegati fino a 4.000 addetti.

## Il porto mercantile e industriale
Il porto di Taranto è localizzato sulla costa settentrionale dell'omonimo golfo e riveste un ruolo importante sia da un punto di vista commerciale che strategico. Le installazioni del porto mercantile ed industriale sono distribuite lungo il settore nord occidentale del Mar Grande, ed immediatamente al di fuori di esso in direzione ovest.
L'installazione più recente è costituita dal terminal container ubicato sul molo polisettoriale, una struttura modernissima completa di sistemi telematici e torre di controllo, con una capacità di stoccaggio e movimentazione merci di circa 2.000.000 di TEU/anno (vedi).
In Mar Grande esiste inoltre un impianto per il trasporto del petrolio greggio destinato ad alimentare la raffineria attraverso alcune condotte sottomarine.
Di seguito si descrivono le caratteristiche strutturali del porto di Taranto:
- Banchine metri lineari 8.616 di cui:

1.560 nel porto commerciale;
5.056 nel porto industriale;
2.000 nel terminal container.
- Pontili petroliferi metri lineari 1.120.
- Aree operative metri quadrati 2.737.700 di cui:

1.046.400 nel porto commerciale;
691.300 nel porto industriale;
1.000.000 nel terminal container.

## L'industria siderurgica
Verso la fine degli anni cinquanta, fu decisa la costruzione del "IV Centro Siderurgico Italsider". Inaugurato dal Presidente della Repubblica Giuseppe Saragat nel 1965, costituisce uno dei maggiori complessi industriali per la lavorazione dell'acciaio in Europa. Il suo sbocco a mare, è situato nelle vicinanze del Molo San Cataldo, ed è dotato di una moderna struttura specializzata nello sbarco di materie prime e nell'imbarco dei prodotti finiti.
La presenza del siderurgico, risollevò in quegli anni la stagnante economia locale, e contribuì allo sviluppo delle numerose attività industriali e di servizio ad esso collegate. Taranto si trasformò da tranquillo centro di provincia in una grande città industriale, tra le prime per reddito pro-capite, ma l'industrializzazione costò il prezzo della cementificazione del territorio, dell'inquinamento atmosferico con conseguente aumento delle malattie neoplastiche, nonché dell'alterazione delle caratteristiche ambientali ed ecologiche del Mar Piccolo e del degrado dei quartieri della città a ridosso dei quali sorse la zona industriale. 
Nel corso degli anni ottanta, la crisi mondiale della siderurgia e l'avvento di nuovi materiali, condusse il gruppo siderurgico verso un inesorabile declino, sfociato nella sua privatizzazione (ILVA) avvenuta nel 1995, con conseguenti problemi di riconversione e calo dell'occupazione. L'impegno del Gruppo Riva durante gli anni trascorsi dall'acquisizione, ha rilanciato l'attività in termini di risultato economico sia per il gruppo che per l'economia del territorio. L'Ilva di Taranto rappresenta infatti il 75% del Prodotto Interno Lordo della Provincia, secondo una relazione della Banca d'Italia del 2008 e il 76% della movimentazione portuale, secondo una Statistica dell'Autorità Portuale di Taranto sempre dello stesso anno.
Dal mese di luglio 2012, l'industria è stata sottoposta prima a provvedimento di sequestro degli impianti dell'area a caldo vincolato alla risoluzione delle criticità riscontrate in fatto di gestione dell'inquinamento, successivamente a commissariamento per mancato adempimento alle prescrizioni dell'AIA in materia di emissioni nell'aria.
Il siderurgico di Taranto si estende su una superficie di 15.000.000 di metri quadrati (15 chilometri quadri), con al suo interno 200 km di binari ferroviari, 50 km di strade, 190 km di nastri trasportatori, 5 altiforni e 5 convertitori.